# Isa Ed
Isa Helena Ed, född 8 augusti 1983, är en svensk mästare i kajak. Hon har tävlat för Karlstads paddlarklubb i Karlstad. 

## Meriter (urval)
- SM
  - K4, 500 m
    - 2003 i Hofors – 1:a tillsammans med Anna Olsson, Malin Bergström och Anne Hübinette.[1]